# له‌له پانز
اِلئونورا گابریلا پونس مارونسه (به اسپانیایی: Eleonora Gabriela Pons Maronese) (زادهٔ ۲۵ ژوئن ۱۹۹۶) با نام مستعار له‌له پانز یوتیوبر، بازیگر، خواننده، مدل و رقصنده ونزوئلایی-آمریکایی است.
له‌له در برنامهٔ واین شخصیت برجسته‌ای شد. به طوری که قبل از بسته شدنِ این برنامه در سال ۲۰۱۶، او بیشترین دنبال کننده را داشت. او به ساختن ویدئوهای کمدی در یوتیوب ادامه داد و تا (ژانویه ۲۰۲۱) بیشتر از ۱۷ میلیون دنبال کننده در یوتیوب و ۴۳/۳ میلیون در اینستاگرام دارد. وی از ژولای ۲۰۲۲ با خوئانا رپر پرتوریکویی آمریکایی نامزد کرد.

## زندگی
له‌له پانز در کاراکاس، ونزوئلا متولد شد. او یک خواهر کوچک‌تر به نام راکِل دارد. در سن ۵ سالگی همراه با خانواده به آمریکا مهاجرت کرد و در میامی، فلوریدا بزرگ شد. در سال ۲۰۱۵ از مدرسه فارغ‌التحصیل شد و به کالیفرنیا نقل مکان کرد.

## بازیگری

### فیلم‌ها
| سال  | نام                             | نقش           | توضیحات      |
| ---- | ------------------------------- | ------------- | ------------ |
| ۲۰۱۶ | My Big Fat Hispanic Family      | له‌له          | فیلم کوتاه   |
| ۲۰۱۶ | Insane Kids                     | له‌له          | فیلم کوتاه   |
| ۲۰۱۷ | The Walking Dead: No Man's Land | له‌له          | فیلم کوتاه   |
| ۲۰۱۷ | فضای میان ما                    | همکلاسی تالسا | حضور افتخاری |
| ۲۰۱۷ | Caught the Series               | نظافت‌چی       | بازیگر مهمان |
| ۲۰۱۷ | Scooby Doo Is Back              | دافنه         | فیلم کوتاه   |
| ۲۰۱۷ | Latino Hunger Games             | خودش          | فیلم کوتاه   |
| ۲۰۱۸ | حالت هواپیما                    | خودش          | نقش اول      |

### تلویزیون
| سال  | نام                     | نقش         | توضیحات                                               |
| ---- | ----------------------- | ----------- | ----------------------------------------------------- |
| ۲۰۱۶ | ما دوستت داریم          | کالی        | تله‌فیلم                                               |
| ۲۰۱۶ | Scream                  | قربانی فیلم | فصل دوم، اپیزود یک: «من یادم هست تابستان پیش چه کردی» |
| ۲۰۱۶ | Escape the Night        | شیاد        | فصل اول، نقش اول                                      |
| ۲۰۱۸ | La Voz México           | راهنما      | FOX EST                                               |
| ۲۰۲۰ | زندگی رازآلود لی‌لی پونز | خودش        | مستند تلویزیونی در مورد خودش                          |

### موزیک ویدئوها
| سال  | نام                      | هنرمند(ها)              | نقش         |
| ---- | ------------------------ | ----------------------- | ----------- |
| ۲۰۱۶ | "She's Out of Her Mind"  | بلینک-۱۸۲               | دونده       |
| ۲۰۱۷ | "Summer"                 | مارشملو                 | Dorky girl  |
| ۲۰۱۷ | "هاوانا"                 | کامیلا کبیو             | بلا         |
| ۲۰۱۷ | "Downtown" (lyric video) | آنیتا و جی بالوین       | رقصنده      |
| ۲۰۱۸ | "The Middle"             | زد، Maren Morris و Grey | رقصنده      |
| ۲۰۱۸ | "Dicen"                  | له‌له پانز               | خواننده/لید |
| ۲۰۱۸ | "Celoso"                 | له‌له پانز               | خواننده/لید |
| ۲۰۱۸ | "Teléfono (Remix)"       | آیتانا و له‌له پانز      | خواننده/لید |
| ۲۰۱۹ | "Bloqueo"                | له‌له پانز و فوئگو       | خواننده/لید |

## آهنگ‌ها
| "Dicen" (با مت هانتر)                                                             | ۲۰۱۸ | ۲۹ | —  | —  | —  | ۸۴ | —  | - آرآی‌ای‌ای: ۲× Platinum (لاتین)                         | ن/م     |
| "Celoso"                                                                          | ۲۰۱۸ | ۱۱ | ۳۲ | —  | ۷۷ | ۷  | ۱۳ | - آرآی‌ای‌ای: ۳x Platinum (لاتین) - پروموزیکائه: Platinum | ن/م     |
| "Teléfono (Remix)" (با آیتانا)                                                    | ۲۰۱۸ | —  | —  | ۴۶ | —  | —  | ۷۵ |                                                         | Tráiler |
| "Bloqueo" (با فوئگو)                                                              | ۲۰۱۹ | ۴۲ | —  | ۸۴ | ۱۱ | —  | ۵۶ |                                                         | ن/م     |
| "—" denotes a recording that did not chart or was not released in that territory. |      |    |    |    |    |    |    |                                                         |         |